# Annales maritimes et coloniales
Les Annales Maritimes et Coloniales sont une revue officielle publiée de 1816 à 1847 selon une périodicité mensuelle par le Ministère de la Marine.
Leur contenu est un recueil de documents consacrés aux activités de la Marine et des Colonies regroupant pour chaque année :
- Les lois et ordonnances royales
- Les règlements et décisions ministériels
- Les rapports et mémoires d’exploration et de navigation
- Les avis aux navigateurs
- Les études, notices, synthèses scientifiques et techniques
- Les mouvements des différents navires de la marine

Par manque d'argent, les Annales cessent de paraître en 1847, mais la revue renaît dès 1849 sous le titre de Nouvelles Annales de la Marine. Elle devient ensuite la Revue Maritime et Coloniale à partir de 1861.